# Nhị Đạo
Nhị Đạo (tiếng Trung: 二道区, Hán Việt: Nhị Đạo khu) là một thị hạt khu (quận nội thành) của địa cấp thị Trường Xuân, tỉnh Cát Lâm, Trung Quốc. Quận này có diện tích 465 km2, dân số 380.000 người, mã số bưu chính 130031. Quận này được chia ra 7 nhai đạo, 2 trấn, 3 hương.